# 李国学
李国学（？—），中华人民共和国政治人物、外交官。
2001年，接替仓友衡，担任中华人民共和国驻毛里塔尼亚大使。2007年，由张迅接任。